# Catherine (Band)
Catherine ist eine US-amerikanische Metalcore-Band aus dem kalifornischen Sacramento.

## Geschichte
Catherine formierten sich ursprünglich 2003, als fünfköpfige Band waren sie jedoch erst 2004 zusammen und noch im selben Jahr veröffentlichten sie ein eigenproduziertes Demotape.
Ihre erste EP A Call to Entropy erschien 2005 und wurde erneut selbstveröffentlicht.
Noch im selben Jahr wurde die Band von dem Plattenlabel Rise Records unter Vertrag genommen und 2006 erschien das Debütalbum Rumor Has It: Astaroth Has Stolen Your Eyes.
Nach einigen Line-up-Wechseln verließ schließlich auch Sänger Bryan Lemasters die Band und Nick Bradwell stieß als neuer Sänger hinzu.
Das zweite Studioalbum und zugleich auch erste Album mit dem neuen Sänger The Naturals wurde 2007 wiederum unter Rise Records veröffentlicht.
Am 28. April 2009 erschien das dritte Studioalbum Inside Out.

## Stil
Der Musikstil der Band kann dem Metalcore zugeordnet werden. Bis 2006 zählte Catherine zu den Metalcore-Bands, deren Sänger keine klar gesungenen Textstellen in die Songs einbauen; es dominiert vielmehr tiefer gutturaler Gesang des damaligen Sängers Bryan Lemasters.
Seit dem Sängerwechsel gibt es jedoch auch klar gesungene Textstellen.

## Diskografie
- 2005: A Call to Entropy (Eigenveröffentlichung)
- 2006: Rumor Has It: Astaroth Has Stolen Your Eyes (Rise Records)
- 2007: The Naturals (Rise Records)
- 2009: Inside Out (Rise Records)